# Pearsonia
Pearsonia es un género de planta fanerógama con 12 especies perteneciente a la familia Fabaceae. Es originaria de África donde se  producen al sur del ecuador, con una especie que se encuentran en Madagascar.

## Descripción
Las especies son generalmente hierbas o arbustos con rizomas leñosos. Las hojas son generalmente sésiles y 3 folioladas. La inflorescencia es laxa o en forma de terminales congestionados en racimos.
Este género pertenece a la tribu Crotalarieae y está estrechamente relacionado con los géneros Lebeckia, Crotalaria y Lotononis.
Comprende 32 especies descritas y de estas, solo 11 aceptadas.

## Taxonomía
El género fue descrito por Richard Arnold Dümmer y publicado en J. Bot. 50: 353. 1912.
Etimología
Que locura eh
El género fue nombrado en honor del botánico sudafricano Henry Harold Welch Pearson.

## Especies
- Pearsonia aristata (Schinz) Dummer[5]
- Pearsonia bracteata (Benth.) Polhill
- Pearsonia cajanifolia (Harv.) Polhill
- Pearsonia callistoma Campb.-Young & K.Balkwill[6]
- Pearsonia flava (Baker f.) Polhill
- Pearsonia grandifolia (Bolus) Polhill
- Pearsonia madagascariensis (R.Vig.) Polhill
- Pearsonia mesopontica Polhill
- Pearsonia metallifera Wild
- Pearsonia obovata (Schinz) Polhill
- Pearsonia sessilifolia (Harv.) Dummer subsp. marginata (Schinz)Polhill
- Pearsonia uniflora (Kensit) Polhill